# ژان-لوک ماریون
ژان-لوک ماریون (فرانسوی: Jean-Luc Marion‎؛ زادهٔ ۳ ژوئیهٔ ۱۹۴۶) فیلسوف، پدیدارشناس (فلسفه) متخصص الهیات کلیسای کاتولیک و نویسنده اهل فرانسه است. ماریون دانشجوی سابق ژاک دریدا است. او همچنین از اعضای فعلی فرهنگستان فرانسه است.
ژان همچنین برندهٔ جوایزی همچون لژیون دونور (شوالیه) شده‌است.